# Cynthia Barnett
Cynthia Barnett (19 de maio de 1966) é uma jornalista americana especializada em meio ambiente. É autora dos livros de água Mirage (2007), Blue Revolution (2011), Rain (2015), que foi longa lista do National Book Award e finalista do PEN / E.O 2016. Wilson Award for Literary Science Writing do PEN America Center, e The Sound of the Sea: Seashells and the Fate of the Oceans (2021). 